# Molnár László (színművész, 1857–1925)
Átányi Molnár László (Kiskunfélegyháza, 1857. november 25. – Budapest, 1925. február 5.) magyar színész, pedagógus, színikritikus.

## Származása, tanulmányai
Földesúri nemesi családból származott. Középiskoláit Budán, Kecskeméten és Pesten végezte el. A budapesti tudományegyetem jogi karán folytatta felsőfokú tanulmányait 1875-1880 között. 1881-ben Szapáry István gróf kinevezte Pest-Pilis-Solt-Kiskun vármegye tiszteletbeli aljegyzőjének, s itt működött a központban 1884. októberig.

## Színészi pályafutása
1884 novemberében lépett a színészi pályára Szegeden, Nagy Vince társulatánál, majd rövidesen Nagyváradra ment. 1885 októberétől a temesvári színtársulathoz szerződött hős és lírai szerelmes szerepekre. 1886-ban Debrecenbe került a színházhoz, majd 1889-től ismét Szegeden működött, mint színész. 1889-től a Nemzeti Színházban is vendégszerepelt, 1894-ben pedig Egerben. 1896-tól az újonnan induló  Vígszínház első társulatának, „mint kothurnuszos színész” tagja lett. 1897-ben feleségül vette Rákosi Gyula konzul lányát Rákosi Zsófit, Rákosi Imre királyi ügyész és Rákosi Erzsébet műfordító testvérét, Rákosi Jenő, Rákosi Szidi és Rákosi Viktor unokahúgát. A Magyar Színház Rákosi Szidi és Evva Lajos által szervezett első társulatának drámai hős szerepkörére szerződtették 1897-ben. 1900 áprilisától a kolozsvári nemzeti színháznál játszott. 1902-ben a budapesti Nemzeti Színház tagja lett. 1918-tól a Nemzeti Színház örökös tagja. 1923-ban nyugalomba vonult.

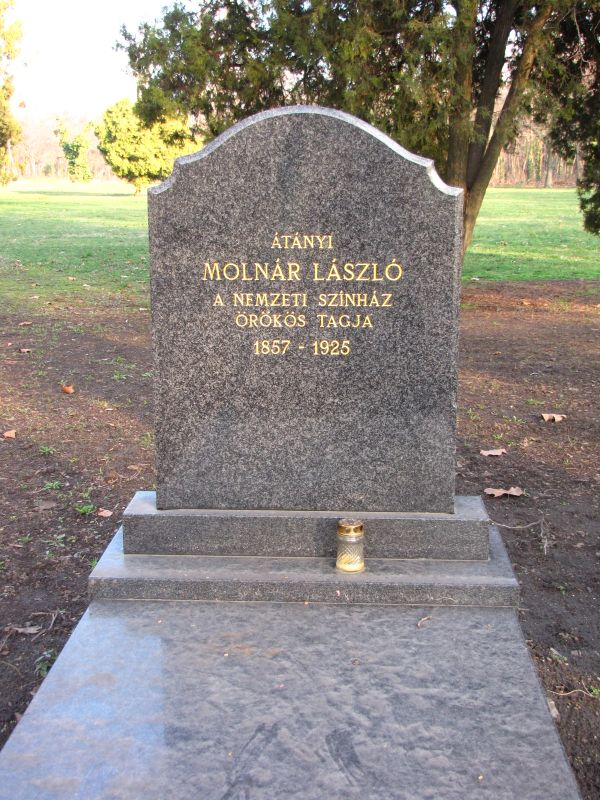
Sírja a Kerepesi temetőben: 45-1-105.

## Pedagógiai munkássága
Ő vetette fel az Országos Színészegyesület Színészképző Iskolájának alapítását 1900-ban. Kolozsvári szerződése miatt csak onnan visszatérve, 1903-ban kezdhette meg gyakorlatban a szervezést. Ekkor Ditrói Mór segítségével sikerült meggyőznie Faludi Gábort, a Vígszínház igazgatóját, hogy a színház 1897-ben létesített iskoláját – felszereléssel együtt – engedje át a színészegyesületnek. Az iskola 1903. augusztus 23-án nyílt meg a Lipót körút 1. szám alatt, igazgatója Ditrói Mór volt. A növendékek a Vígszínházban statisztáltak, ott tartották vizsgaelőadásaikat, a Lipót körúti színház pedig pénzbeli támogatást nyújtott az iskolának. Az Országos Színészegyesület Színészképző Iskolájában 1903-tól 1918-ig tanította a drámai gyakorlat és jelmeztan témájú tananyagokat, ugyanakkor 1905–1915 között a Színművészeti Akadémián a drámai és vígjátéki gyakorlatot oktatta. 1918-tól 1923-ig az Országos Színészegyesület Színészképző Iskoláját vezette.

## Szépíró, hírlapíró
Színészi és pedagógusi munkáján kívül színikritikai, szépírói munkásságot is kifejtett. Elbeszéléseket, tárcákat, színikritikákat írt 1881-1884 között a Félegyháza, a Váci Közlöny, a Szegedi Napló, a Pressburger Zeitung és a Südungarischer Lloyd, című lapokba, a Budapesti Hírlapnak rendes munkatársa volt, tárcákat, színikritikákat és vegyes közleményeket írt ide.
Írói álneve és jegye: Árbócz; M. L.

## Egyesületi tagsága
- Az Országos Színészegyesület elnöke volt (1898-1900).

## Főbb szerepei
- Lear király (Shakespeare)
- Hamlet (Shakespeare)
- Macbeth (Shakespeare)
- Bánk bán (Katona József)
- Radványi ezredes (Herczeg Ferenc: Gyurkovics lányok).

## Műveiből
- Az egyéniség a művészetben, különös tekintettel a színművészetre. Szeged, 1893
- Shakespeare album. (Társszerzőként.) Pesti Napló.
- Jelmeztan színésziskolák használatára. Budapest, 1906
- Egressy Gábor és kortársai. Levelek Egressy Gáborhoz 1835–1865. Budapest, 1908.

### Cikkeiből
- Petőfi Félegyházán, adatok a költő gyermekkorából In: Budapesti Hírlap, 1882. 886. szám;
- Bárdi Miklós szabadulása, elbeszélés. Heksch Sándor német fordításában. In: Münchener Fremdenblatt, 1883. 2. szám
- A nőiesség In: Képes Családi Lapok, 1888.
- Duse iskolája. In: Nemzetközi Művészeti Szemle, 1893.
- Az élhetetlen. Elbeszélés. In: Erdélyi Hiradó, 1894. 73. szám